# シギウナギ
シギウナギ（鴫鰻、学名：Nemichthys scolopaceus）は、ウナギ目シギウナギ科に属する魚類の一種。水深300－2,000mの中層で漂泳生活を送る深海魚。名前の由来は、シギの嘴のように細長く伸びた上下の顎から。

## 特徴
シギウナギは海底から離れて生活する遊泳性深海魚の1種で、世界中の温暖な海の深海に広く分布する。あまり積極的に泳ぐことはなく、頭を上あるいは下に向けた状態で中層を漂って暮らし、細長い顎をエビなどの甲殻類の触覚にひっかけ、捕食する。。
体は著しく細長く、体長1.4m程度にまで成長する。雌および未成熟雄の両顎は細長く伸び、上顎の方がやや長い。この顎は互いに外側に反り返り、噛み合わせることはできない。雄は性成熟とともに顎が急速に短縮し、歯も消失する。肛門は胸鰭のすぐ下にある。背鰭と臀鰭の基底は非常に長く、胸鰭のすぐ後ろから体の後端に達する。鱗をもたず、側線は3本でよく発達している。
脊椎骨の数は非常に多く、750を超える（同じシギウナギ科に属する他の2属は170-220個）。ウナギ目の他の仲間と同様に、成長過程においてレプトケファルスと呼ばれる幼生期を過ごす。

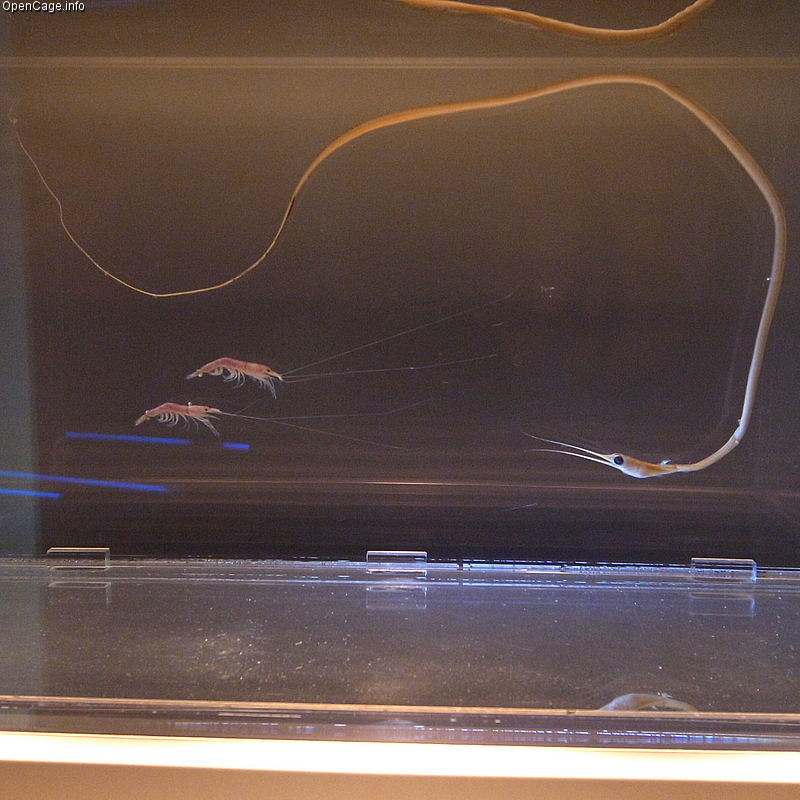
全身。標本。
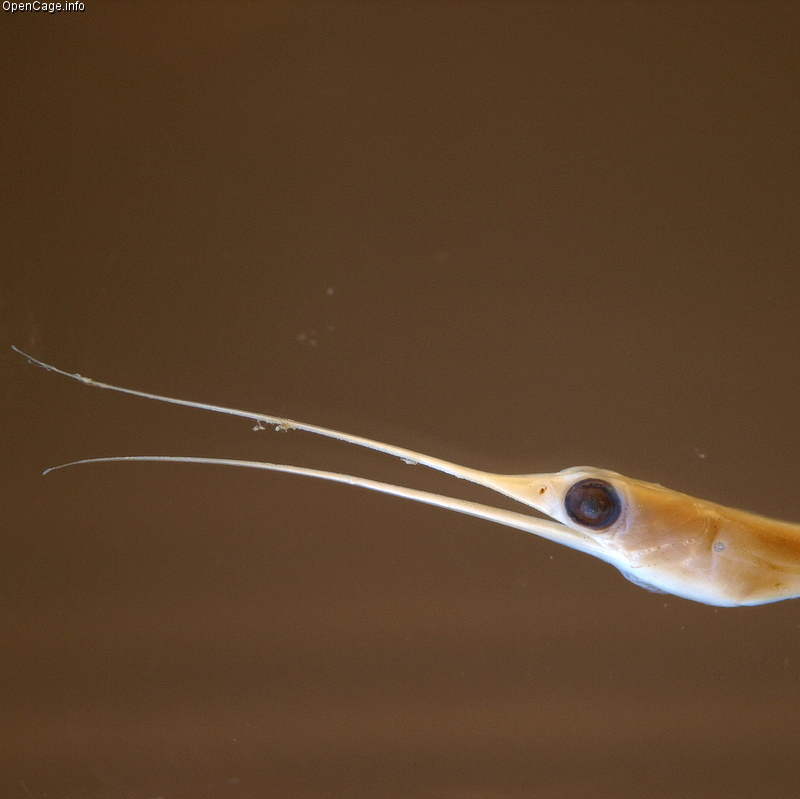
頭部。標本。